# Яровое (Винницкая область)
Яровое (укр. Ярове) — село на Украине, находится в Шаргородском районе Винницкой области.
Код КОАТУУ — 0525389003. Население по переписи 2021 года составляет 360 человек. Почтовый индекс — 23562. Телефонный код — 4344.
Занимает площадь 13,72 км².

## История
В 1946 году указом ПВС УССР село Кичман переименовано в Яровое.

## Адрес местного совета
23550, Винницкая область, Шаргородский р-н, с. Юлиямполь, ул. Ленина